# Jean-Frédéric Bernard
Jean-Frédéric Bernard (Velaux, 1683 – Amesterdão, 27 de junho de 1744)  foi um escritor e editor francês.

## Biografia
Nascido numa família de huguenotes, refugiou-se em Amesterdão devido às perseguições a que os próprios huguenotes foram submetidos na França durante o período em que viveu Bernard.

## Obra

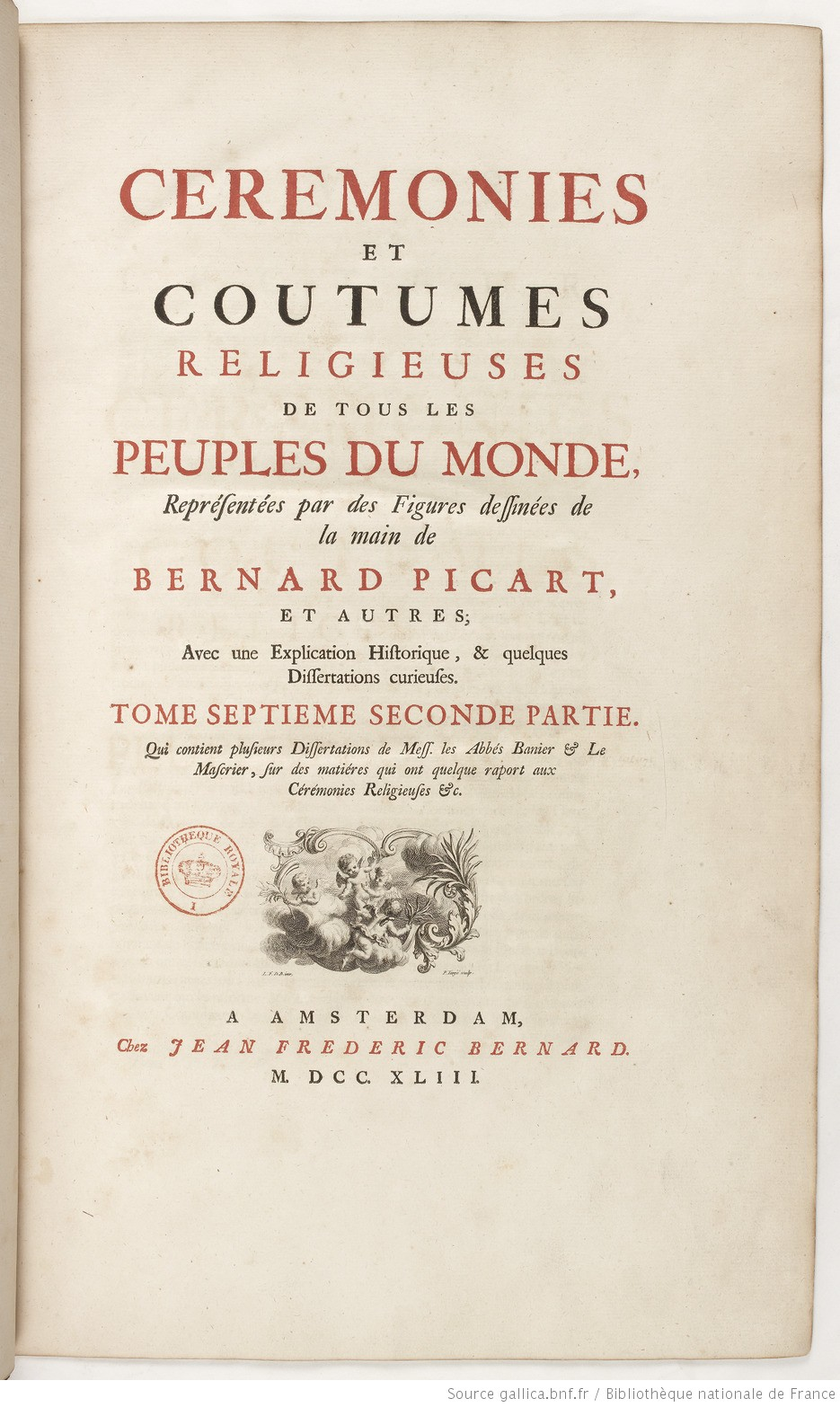
Cérémonies et coutumes religieuses de tous les peuples du monde, représentées par des Figures dessinées de la main de Bernard Picart, t. VII, pág. II, Amsterdam, Jean-Frédéric Bernard (1743).

A obra mais conhecida de Jean-Frédéric Bernard é, com toda a probabilidade, a enciclopédia das religiões intitulada Cérémonies et Coutumes Religieuses de tous les Peuples du Monde, realizada em colaboração com o gravador e desenhador Bernard Picart entre 1723 e 1743 .
Este trabalho é considerado «o livro que mudou a Europa» pelos estudiosos Lynn Hunt, Margaret C. Jacob e Wijnand Mijnhardt, segundo os quais Cérémonies é o primeiro grande estudo comparativo de religiões publicado no Velho Continente, constituindo um relevante contribuição para  a tolerância religiosa, que apareceu no cenário cultural em tempos de perseguições e conflitos entre comunidades religiosas.
Cérémonies foi uma obra várias vezes reeditada, atualizada e traduzida, também com diferentes títulos e por outros editores (por exemplo, por Antoine Banier e Jean-Baptiste Le Mascrier com o título Histoire Générale des Cérémonies Religieuses de tous les Peuples du Monde, em 1741).

## Obras principais
- 1723-1743 - Cérémonies et Coutumes Religieuses de tous les Peuples du Monde
- 1733-1736 - Superstições Anciennes et Modernes

## Itens relacionados
- Bernard Picart

## Outros projetos
- Wikimedia Commons contiene immagini o altri file su Jean-Frédéric Bernard